# Helicodontium obliquerostratum
Helicodontium obliquerostratum là một loài Rêu trong họ Myriniaceae. Loài này được (Mitt.) A. Jaeger mô tả khoa học đầu tiên năm 1878.